# 小行星4494
小行星4494（英語：4494 Marimo）是一颗围绕太阳公转的小行星。1988年10月13日，上田清二、金田宏在钏路市发现了此天体。
这颗小行星的绝对星等为216.777412156549等。